# Fains-Véel
Fains-Véel – miejscowość i gmina we Francji, w regionie Grand Est, w departamencie Moza.
Według danych na rok 1990 gminę zamieszkiwało 2447 osób, a gęstość zaludnienia wynosiła 134 osób/km² (wśród 2335 gmin Lotaryngii Fains-Véel plasuje się na 178. miejscu pod względem liczby ludności, natomiast pod względem powierzchni na miejscu 227.).